# 卡黎莎·素帕琳格特
卡黎莎·素帕琳格特，本名卡洛琳·艾玛·素帕琳格特，昵称普洛伊，泰德混血的泰国女演员兼模特。代表作有《花边教主：泰国》、《害羞的女孩》、《你是我的毒玫瑰》、《你是我的心跳》等。

## 影视作品

### 电视剧
- 《你是我的心跳》[1]